# Syllepte straminalis
Syllepte straminalis là một loài bướm đêm trong họ Crambidae.